# Aeugst am Albis
Aeugst am Albis (do 1976 Öigscht) – miejscowość i gmina (Politische Gemeinde) w północnej Szwajcarii, w kantonie Zurych, w okręgu (Bezirk) Affoltern. Leży w paśmie gór Albis, nad jeziorem Türlersee. 

## Demografia
W Aeugst am Albis mieszka 1991 osób. W 2021 roku 14,8% populacji gminy stanowiły osoby urodzone poza Szwajcarią.